# Peter McCall
Peter McCall (* 11. September 1936 in West Ham; † 9. Februar 2020 in North Somerset) war ein englischer Fußballspieler.

## Karriere
Der in West Ham, Essex geborene McCall wurde während des Zweiten Weltkriegs nach Norfolk evakuiert, besuchte die King’s Lynn Grammar School und begann dort als Jugendlicher beim FC King’s Lynn auch seine Fußballerlaufbahn. Im Oktober 1952 kam er als Amateur zu Bristol City, bei seinem zweiten Einsatz für das Colts genannte Nachwuchsteam erlitt er einen Beinbruch, in der Folge verzögerte auch das Ableisten seines Militärdienstes bei den 10th Royal Hussars seine fußballerische Karriere. 1955 zum Profi aufgestiegen, gab er schließlich Anfang April 1958 als rechter Läufer sein Pflichtspieldebüt für die erste Mannschaft in der Football League Second Division. Bereits Ende des Monats gewann er mit City durch einen 4:1-Erfolg über den Stadtrivalen Bristol Rovers die jährlich ausgetragenen Partie um den Gloucestershire Senior Professional Cup. In der folgenden Zweitligaspielzeit 1958/59 zählte McCall zur Stammmannschaft und stand unter anderem im November 1958 auf dem Platz, als das Team dem späteren Zweitligameister Sheffield Wednesday die einzige Heimniederlage der Saison zufügte. In den folgenden Spielzeiten verringerten sich zunehmend seine Einsatzzahlen: bereits 1959/60, als Bristol City als Tabellenletzter in die Third Division absteigen musste, war er nur noch zu 20 Einsätzen gekommen, in den beiden folgenden Drittligaspielzeiten reichte es nur noch zu elf (1960/61) bzw. zwei (1961/62) Ligaauftritten, die Position des rechten Läufers war mittlerweile von Bobby Etheridge besetzt. Im August 1959 hatte McCall als einer von fünf Profispielern aus Bristol erfolgreich einen Trainerkurs der Football Association abgeschlossen, während 15 weitere Spieler von City und Rovers durchgefallen waren. Im Oktober 1961 assistierte er George Ainsley bei einem Trainingslehrgang für 43 Jugendliche aus dem Einzugsbereich der Gloucestershire Football Association.
Zur Saison 1962/63 wechselte McCall für eine Ablöse von 1000 £ in die Fourth Division zu Oldham Athletic, wo auch sein früherer Bristol-Mannschaftskamerad Alan Williams spielte. Neben den weiteren Neuzugängen John Bollands, John Colquhoun, Bob Ledger und Colin Whittaker gehörte McCall zu den Garanten dafür, dass am Ende seiner ersten Saison als Meisterschaftszweiter der Aufstieg in die dritte Liga stand; McCall hatte unter Trainer Jack Rowley keines der 46 Ligaspiele verpasste und dabei vier Tore erzielt. Nach zwei weiteren Spielzeiten in der Third Division, in der er zu weiteren 62 Ligaeinsätzen (1 Tor) gekommen war, endete seine Laufbahn in der Football League, in seinem letzten Pflichtspiel besetzte er am letzten Spieltag der Spielzeit 1964/65 die rechte Halbstürmerposition bei einer 0:2-Niederlage bei Bristol City. Von 1965 bis 1967 McCall spielte noch für zwei Jahre in der Southern League bei Hereford United, wo mit Ray Daniel, Freddie Jones, Jock Wallace jr. und Ron Burbeck zahlreiche weitere frühere Profispieler aktiv waren.
McCall behielt seinen Lebensmittelpunkt in Bristol und blieb auch Bristol City verbunden, 2018 war er anlässlich des 90. Geburtstags von City-Torhüter Con Sullivan in Citys Stadion Ashton Gate zu Gast. In späteren Jahren war McCall als Bowlsspieler aktiv, 1984 gewann er das National Invitation, von 1984 bis 1987 gehörte er für vier Jahre zum Nationalkader Englands. 2001 belegte er mit seinem Partner bei den nationalen Hallenmeisterschaften in der Kategorie „Über 60“ den zweiten Platz. McCall verstarb 83-jährig im Februar 2020, kurze Zeit nach seiner Ehefrau. Er hinterließ zwei Söhne und eine Tochter.